# Stile antico
Stile antico (italienisch für: alter Stil) bezeichnet eine historisierende Kompositionsweise unter Gebrauch von Elementen insbesondere der Renaissance, vor allem in geistlicher Musik. Der Ausdruck wird für musikalische Werke verwendet, die zwischen dem Ende des 16. Jahrhunderts und dem 20. Jahrhundert entstanden sind. Mit dem Begriff werden stilistische Eigenschaften verbunden, die in polyphonen Werken der Renaissance zu finden sind: Alla-breve-Takt und dementsprechend Vermeidung von tanzartigen Rhythmen, imitative Satzweise, Verzicht auf frei auftretende Dissonanzen sowie eine ausgeglichene Melodik im Stile Palestrinas.

## Geschichte
Zu Beginn des 17. Jahrhunderts führten die Brüder Giulio Cesare und Claudio Monteverdi den Begriff prima pratica ein, als Gegensatz zu der von ihnen geschaffenen monodisch geprägten seconda pratica. Der Ausdruck stile antico tauchte erstmals etwa um 1640 bei den Musiktheoretikern Marco Scacchi und Severo Bonini (1582–1663) auf und wird bis heute oft als Synonym von prima pratica verwendet.
Mit dem erhöhten Interesse an der Wiederbelebung des Palestrina-Stils im 18. Jahrhundert, das vor allem im Gradus ad Parnassum von Johann Joseph Fux (1725) zum Ausdruck kam, wurde der stile antico zu einem musikgeschichtlich bedeutsamen Faktor. Johann Sebastian Bach komponierte wesentliche Teile der h-Moll-Messe, wie zum Beispiel Beginn und Abschluss (Confiteor) des Credo, im stile antico. Auch das Et incarnatus aus Beethovens Missa solemnis enthält Anklänge an diesen Stil, wie zum Beispiel den Gebrauch der dorischen Tonart. Im 19. Jahrhundert gewann der Begriff im Bereich der katholischen Kirchenmusik innerhalb der Bewegung des Cäcilianismus an Bedeutung. Er wurde auch im 20. Jahrhundert von Jean Langlais in seiner Messe en style ancien (1952) verwendet sowie zur Bezeichnung neoklassizistischer Instrumentalwerke, beispielsweise von Ottorino Respighi.